# Catalina del Carme Caldés Socias
Catalina del Carme Caldés Socias (La Puebla, Baleares, 9 de julio de 1899-Barcelona, 23 de julio de 1936) fue una religiosa española, hermana de las Hermanas Franciscanas Hijas de la Misericordia (F.H.M.) muerta mártir durante la Guerra Civil. Fue proclamada beata por la Iglesia Católica.

## Biografía
Era hija de una familia de humildes recursos económicos y de profundas creencias religiosas, eran sus progenitores Miquel Caldés y Catalina Socias. Estudió en la Escuela de las Hermanas Franciscanas Hijas de la Misericordia en La Puebla, y se sintió atraída por la tarea educativa que hacían. El 13 de octubre de 1921 visitó Pina, en Mallorca para conocer la sede de la congregación y pidió de ingresar. Así profesó como una hermana el 14 de octubre de 1922, siendo enviada a Lloseta donde se dedicaría a la enseñanza de los niños más pequeños del poblado. 
Entre 1926 a 1930 Catalina fue enviada al Seminario de Menorca; con el paso del tiempo, la enviaron a Barcelona. Al estallar la Guerra Civil, Catalina estaba en Barcelona y, con otros religiosos, fue detenida y sufrió martirio en el barrio del Coll, de Tibidabo; quedando malherida y seguidamente fue ejecutada por fusilamiento en el camino de El Valle de Hebrón por milicianos, el 23 de julio de 1936.

## Veneración
Mn. Joan Pons Payeras, actual rector de la iglesia de San Antonio Abad de La Puebla y biógrafo de la hermana, fue el promotor de la beatificación de Sor Catalina del Carme Caldés. El 28 de octubre del 2007 se produjo la proclamación de beata de la Iglesia Católica por el Papa Benedicto XVI.